# Perilla teres
Perilla teres Thorell, 1895 è un ragno appartenente alla famiglia Araneidae.
È l'unica specie nota del genere Perilla.

## Etimologia
Ha preso il nome dal greco Πέριλλος, Perillo, bronzista di Agrigento, che costruì un toro di bronzo per il tiranno Falaride; all'interno il toro era cavo e collocandovi un uomo e arroventandolo, grazie alla forma della bocca del toro, i lamenti strazianti del torturato fuoriuscivano in forma di muggito.
L'aracnologo Thorell, nella descrizione del genere ha indicato di aver denominato il genere in onore di questo personaggio, non evidenziando però il motivo della scelta .

## Distribuzione
La specie oggi nota di questo genere è stata rinvenuta in alcune località dell'Asia sudorientale: precisamente nel Myanmar, in Vietnam e in Malaysia.

## Tassonomia
Dal 2009 non sono stati esaminati altri esemplari, né sono state descritte sottospecie al 2013.

### Sinonimi
- Perilla cylindrogaster Simon, 1909; questi esemplari sono stati riconosciuti in sinonimia con P. teres Thorell, 1895 a seguito di un lavoro dell'aracnologo Kuntner del 2002[2].